# Rally de les Dues Catalunyes
El Rally de les Dues Catalunyes és una competició internacional de ral·li creada el 1960 per l'Associació Esportiva de l'Automòbil Club del Rosselló i el Reial Automòbil Club de Catalunya. Té un recorregut de 860,4 quilòmetres entre Barcelona i Perpinyà, dividit en dues etapes, amb voltes que inclouen el pas pel sud del Llenguadoc.
La competició es reserva a automòbils de turisme i de gran turisme i és puntuable per al campionat d'automobilisme de Catalunya, per al de França i per als del migdia i Sud-oest de França.